# Diplommatinidae
Diplommatinidae é uma família de pequenos caracóis terrestres com opérculos, são moluscos gastrópodes terrestres da superfamília Cyclophoridae. A Cochlostomatinae foi anteriormente considerada uma subfamília dos Diplommatinidae, mas agora é conhecida por ser uma família separada.

## Genera
- Subfamília Diplommatininae L. Pfeiffer, 1857
  - Diplommatina
  - Opisthostoma
    - subgêneros Plectostoma

  - Palaina
- Subfamília Cochlostomatinae Kobelt, 1902
  - Cochlostoma
  - Toffolettia Giusti, 1971

- Subfamília desconhecidas
  - Hungerfordia
  - Malarinia